# Malurus
Malurus is een geslacht van zangvogels uit de familie elfjes (Maluridae). Het geslacht telt  twaalf soorten. De meeste soorten zijn endemische zangvogels uit Australië. Alleen het witschouderelfje en het keizerelfje komen in Nieuw-Guinea voor.

## Soorten
- Malurus alboscapulatus  –  Witschouderelfje
- Malurus amabilis  –  Roestflankelfje
- Malurus assimilis  –  Roestschouderelfje
- Malurus coronatus  –  Purperkruinelfje
- Malurus cyaneus  –  Ornaatelfje
- Malurus cyanocephalus  –  Keizerelfje
- Malurus elegans  –  Roodvleugelelfje
- Malurus lamberti  – Bont elfje
- Malurus leucopterus  – Witvleugelelfje
- Malurus melanocephalus  – Roodrugelfje
- Malurus pulcherrimus  – Blauwborstelfje
- Malurus splendens  – Prachtelfje